# Sumo Digital
Sumo Digital Ltd. es una desarrolladora de videojuegos británica independiente con sede en Sheffield, Inglaterra y la principal subsidiaria de Sumo Group. La empresa fue fundada en 2003 por cuatro antiguos miembros del equipo directivo de Infogrames Studios y, a partir de 2023, emplea más de 1100 personas en 16 estudios.
La empresa matriz, Sumo Group, se formó en diciembre de 2017 y salió a bolsa.El modelo del desarrollador ha sido descrito como trabajo por encargo.

## Historia
Sumo Digital fue fundada en 2003 por Carl Cavers, Paul Porter, Darren Mills y James North-Hearn, cuatro miembros del antiguo equipo directivo de Infogrames Studios, el cierre de la empresa. En 2007, Sumo Digital abrió un estudio subsidiario en la India, llamado Sumo India. En agosto de 2007, Foundation 9 Entertainment anunció que estaba adquiriendo Sumo Digital, en la que North-Hearn se convirtió en el gerente de las operaciones europeas de Foundation 9. Posteriormente, North-Hearn se convirtió en director ejecutivo de Foundation 9 en marzo de 2008. En noviembre de 2014, los directivos de Sumo Digital completaron una compra por parte de la dirección de Foundation 9; en esta transacción, la gestión de Sumo Digital fue respaldada por NorthEdge Capital y Foundation 9 fue asesorada por GP Bullhound.
En ingeniero de 2016, Sumo Digital abrió un tercer estudio de desarrollo, Sumo Nottingham, en Nottingham, Inglaterra. En enero de 2018, Sumo Digital adquirió CPP Newcastle, el estudio de CPP Games con sede en Gateshead. En agosto, la compañía adquirió el desarrollo The Chinese Room. En febrero de 2019, Sumo Digital adquirió el estudio de videojuegos Red Kite Games. Unos días más tarde, el estudio abrió otro nuevo estudio en Leamington Spa, Inglaterra, para centrarse en el desarrollo de juegos móviles. En octubre de 2019, se inauguró Sumo North West en Warrington, Inglaterra; liderado por el cofundador de Evolution Studios, Scott Kirkland. Lab42 y sus 29 empleados concede en Leamington Spa se se agregaron a los estudios de Sumo Digital cuando Sumo Group lo adquirió en mayo de 2020. Sumo Digital anunció una asociación con la empresa de blockchain Dapper Labs en octubre de 2020. En febrero de 2021, Sumo Digital adquirió el estudio polaco de videojuegos PixelAnt Games.

## Juegos
| Nombre                                  | Plataforma(s)                                                                     | Distribuidor                   | Año  | Ref.                 |
| --------------------------------------- | --------------------------------------------------------------------------------- | ------------------------------ | ---- | -------------------- |
| England International Football          | Xbox                                                                              | Codemasters                    | 2004 | [ 7 ]                |
| OutRun 2                                | Xbox                                                                              | Sega                           | 2004 | [ 8 ] [ 9 ]          |
| TOCA Race Driver 2                      | PlayStation Portable                                                              | Codemasters                    | 2005 | [ 10 ]               |
| Virtua Tennis World Tour                | PlayStation Portable                                                              | Sega                           | 2005 | [ 11 ]               |
| OutRun 2SP                              | PlayStation 2                                                                     | Sega                           | 2006 | [ 12 ]               |
| OutRun 2006: Coast 2 Coast              | PlayStation Portable, PlayStation 2, Xbox, Microsoft Windows                      | Sega                           | 2006 | [ 13 ]               |
| Go! Sudoku                              | PlayStation Portable, PlayStation 3                                               | Sony Online Entertainment      | 2006 | [ 14 ] [ 15 ] [ 16 ] |
| TOCA Race Driver 3                      | PlayStation Portable                                                              | Codemasters                    | 2006 | [ 17 ]               |
| Race Driver 2006                        | PlayStation Portable                                                              | Codemasters                    | 2006 | [ 18 ]               |
| Broken Sword: The Angel of Death        | Microsoft Windows                                                                 | THQ                            | 2006 | [ 19 ]               |
| Driver 76                               | PlayStation Portable                                                              | Ubisoft                        | 2007 | [ 20 ]               |
| Super Rub 'a' Dub                       | PlayStation 3                                                                     | Sony Online Entertainment      | 2007 | [ 21 ] [ 22 ]        |
| Virtua Tennis 3                         | PlayStation 3, PlayStation Portable, Microsoft Windows, Xbox 360                  | Sega                           | 2007 | [ 23 ]               |
| Sega Superstars Tennis                  | PlayStation 2, PlayStation 3, Xbox 360, Nintendo DS, Wii                          | Sega                           | 2008 | [ 24 ]               |
| New International Track & Field         | Nintendo DS                                                                       | Konami                         | 2008 | [ 25 ]               |
| GTI Club+                               | PlayStation Network                                                               | Konami                         | 2008 | [ 26 ]               |
| OutRun Online Arcade                    | PlayStation 3, Xbox 360                                                           | Sega                           | 2009 | [ 27 ]               |
| Virtua Tennis 2009                      | PlayStation 3, Wii, Microsoft Windows, Xbox 360                                   | Sega                           | 2009 | [ 28 ]               |
| F1 2009                                 | PlayStation Portable, Wii                                                         | Codemasters                    | 2009 | [ 29 ]               |
| Disney's A Christmas Carol              | Nintendo DS, Wii                                                                  | Disney Interactive Studios     | 2009 | [ 30 ]               |
| Sonic & Sega All-Stars Racing           | Arcade, Nintendo DS, PlayStation 3, Wii, Microsoft Windows, Xbox 360              | Sega                           | 2010 | [ 31 ]               |
| Doctor Who: The Adventure Games         | Microsoft Windows, Mac OS                                                         | BBC                            | 2010 | [ 32 ]               |
| Dead Space Ignition                     | PlayStation Network, Xbox Live Arcade                                             | Electronic Arts                | 2010 | [ 33 ]               |
| Hasbro Family Game Night 3              | PlayStation 3, Xbox 360, Wii                                                      | Electronic Arts                | 2010 | [ 34 ]               |
| Split/Second: Velocity                  | PlayStation Portable                                                              | Disney Interactive Studios     | 2010 | [ 35 ] [ 36 ]        |
| Sonic & Sega All-Stars Racing           | iOS, Android, BlackBerry                                                          | Sega                           | 2011 | [ 37 ]               |
| F1 2011                                 | PlayStation Vita, Nintendo 3DS                                                    | Codemasters                    | 2011 | [ 38 ] [ 39 ]        |
| Sonic & All-Stars Racing Transformed    | PlayStation 3, PlayStation Vita, Xbox 360, Microsoft Windows, Nintendo 3DS, Wii U | Sega                           | 2012 |                      |
| Nike+ Kinect Training                   | Xbox 360                                                                          | Microsoft                      | 2012 | [ 40 ]               |
| LittleBigPlanet 2-Cross-Controller Pack | PlayStation 3                                                                     | Sony Computer Entertainment    | 2012 |                      |
| Moshi Monsters-Katsuma Unleashed        | Nintendo 3DS, Nintendo DS                                                         | Activision                     | 2013 |                      |
| Xbox Fitness                            | Xbox One                                                                          | Microsoft                      | 2013 |                      |
| Sonic & All-Stars Racing Transformed    | iOS, Android                                                                      | Sega                           | 2013 |                      |
| Forza Horizon 2                         | Xbox 360                                                                          | Microsoft                      | 2014 |                      |
| Scorched - Combat Racing                | iOS, Android                                                                      | Rogue Play                     | 2014 | [ 41 ]               |
| LittleBigPlanet 3                       | PlayStation 3, PlayStation 4                                                      | Sony Computer Entertainment    | 2014 | [ 42 ]               |
| Team Sonic Racing                       | PlayStation 4, Xbox One, Nintendo Switch, Microsoft Windows                       | Sega                           | 2018 | [ 43 ]               |
| Crackdown 3                             | Xbox One, Microsoft Windows                                                       | Xbox Games Studios             | 2019 |                      |
| Sackboy: A Big Adventure                | PlayStation 5                                                                     | Sony Interactive Entertainment | 2021 |                      |